# مكادة (طليطلة)
مكَّادة (بالإسبانية: Maqueda)‏ هي بلدية ومدينة في منطقة الحكم الذاتي قشتالة والمنشف وتقع في مقاطعة طليطلة في وسط إسبانيا. تبلغ مساحة هذه المدينة 78 (كم²)، ويبلغ عدد سكانها 544 نسمة حسب إحصاء المعهد الوطني الإسباني سنة 2008 م.
مكَّادة، ينسب لها الشاعر الزجال أبو سعيد المكادي القائل: